# Thomas Glavinic
Thomas Glavinic (Graz, 1972. április 2. –) osztrák író.

## Életrajz
Thomas Glavinic az osztrák írók azon új nemzedékéhez tartozik, amely jelentősen befolyásolja hazájában az irodalomról folytatott diskurzust. 1991-ben kezdett írni, korábban többek között taxisofőrként és reklámszövegíróként dolgozott.
Első, 1998-ban megjelent kötetéért, amely a Carl Haffners Liebe zum Unentschieden címet viseli és egy sakkmester életéről szól, több díjat is kapott, ám a bestseller-listákra nem sikerült vele felkerülnie.
2000-ben jelent meg második regénye, a szókimondó nyelvezetű Herr Susi, amelyben leszámol a futball körüli üzleti világgal.
Az igazi áttörést harmadik műve, a 2001-ben megjelent A kamerás gyilkos (Der Kameramörder) című bűnügyi regény hozta meg Glavinicnek, amellyel kivívta a kritikusok elismerését, és amelyért megkapta a Friedrich-Glauser-díjat is.
2004-es szatirikus fejlődésregénye, a Hogyan éljünk? – Egy félsikertörténet (Wie man leben soll) eltérő műfajú, ám nem kevésbé sikeres műve lett, amellyel sikerült felkerülnie az osztrák bestseller-listák első helyére, csakúgy, mint a 2006-ban megjelent Die Arbeit der Nacht című regénnyel.
Míg előbbi humoros, szatirikus formában egy kamasz első szexuális élményeiről, groteszk kalandjairól szól a felnőttek világában, addig az utóbbi műve azt a kérdést boncolgatja, mi is történik, ha az ember felébred egy szép napon, és rajta kívül egyetlen ember sem él már a Földön.
2007 nyarán megjelent Das bin doch ich, amelynek elbeszélőjét ugyanúgy hívják, mint magát a szerzőt.
A vágyak élete (Das Leben der Wünsche) című regényében egy "jó tündér" három kívánságot teljesít, amelyek a regény második felében önálló életre kelnek. Főhőse Jonas már a Die Arbeit der Nacht című regényből is ismerhetjük. Ebben a regényben egy átlagos 35 éves családapát ismerhetünk meg benne, aki csak azt kapja, amire vágyott, vagy egy kicsit többet... Sötét és nyomasztó könyvet ígért a szerző a 2007-es Frankfurti Könyvvásáron, és ígéretét be is tartotta.
Thomas Glavinic nős; feleségével és fiával Bécsben él.

## Fontosabb művei
- 1998 Carl Haffners Liebe zum Unentschieden, Volk und Welt Verlag, Berlin
- 2000 Herr Susi, Volk und Welt Verlag, Berlin
- 2001 Der Kameramörder, Volk und Welt Verlag, Berlin, 156 o. (magy. A kamerás gyilkos, ford. Kurdi Imre)
- 2004 Wie man leben soll, dtv, München, 240 oldal (magy. Hogyan éljünk? – Egy félsikertörténet, ford. Fodor Zsuzsa)
- 2006 Die Arbeit der Nacht, Carl Hanser Verlag, München, 394 o.
- 2007 Das bin doch ich, Carl Hanser Verlag, München, 240 o.
- 2009 Das Leben der Wünsche, Carl Hanser Verlag, München, 320 o. (magy. A vágyak élete, ford. Kurdi Imre)
- 2011 Lisa, Carl Hanser Verlag, München
- 2011 Unterwegs im Namen des Herrn, Carl Hanser Verlag, München
- 2013 Das größere Wunder, Carl Hanser Verlag, München

### Magyarul megjelent művei
- Hogyan éljünk? Egy félsikertörténet; ford. Fodor Zsuzsa; Kortina, Bp., 2006
- A vágyak élete; ford. Kurdi Imre; Európa, Bp., 2012
- A kamerás gyilkos; ford. Kurdi Imre; Európa, Bp., 2014